# سیبک فرمان

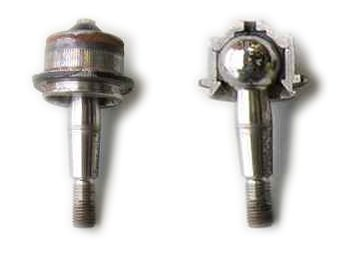
سیبک فرمان از مقطع عرضی.

سیبک فرمان قطعات کروی شکلی در سیستم فرمان و هدایت خودرو هستند که حرکت بین دو قطعه را بدون کم‌ترین اصطکاک فراهم می‌کنند. سیبک‌ها در معرض نیروهای کششی و فشاری قرار می‌گیرند وقتی سیبکی در بالای طبق پایینی و زیر محور چرخ قرار می‌گیرد تحت تأثیر نیروی کششی است زیرا محور چرخ متمایل به بالا و طبق متمایل به پایین است و در نتیجه سیبک کشیده می‌شود وقتی سیبکی در زیر طبق بالایی و روی محور چرخ قرار گیرد تحت تأثیر نیروی فشاری است زیرا محور چرخ به وسیله چرخ متمایل به بالا و طبق نیز با کشش فنر متمایل به پایین می‌شود در نتیجه سیبک کشیده می‌شود.
یکی از دلایل لرزش فرمان، می‌تواند خرابی سیبک فرمان باشد.

## تئوری

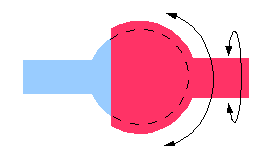
سیبک فرمان باعث ایجاد حرکت‌های کنترل شده‌ای در چند محور می‌شود.

سیبک فرمان جهت ایجاد حرکت از جمله حرکت دورانی در دو محور متفاوت به صورت همزمان مورد استفاده قرار می‌گیرد. به کارگیری این قطعه به همراه بازوهای کنترل امکان ایجاد حرکت در هر سه محور مختصاتی را فراهم می‌کند که نتیجتاً هدایت و فرمان دهی به قسمت جلوی خودرو و سیستم تعلیق برای خنثی سازی حرکت‌های ناخواسته (مثلاً بر اثر ورود به یک دست انداز) را ممکن می‌نماید.